# أحمد السبعاوي
أحمد السبعاوي مخرج مصري (ولد 4 ديسمبر 1928 - توفي 28 أغسطس 2018) بدأ العمل كمساعد مخرج في عدة أفلام مثل رصيف نمرة 5، وأنا حرة، ورسالة من امرأة مجهولة، ثم أصبح مخرجا، ومن أبرز الأفلام التي أخرجها عنتر شايل سيفه، وأبو زيد زمانه، ومن المسلسلات العصيان، وأشرار وطيبين، والنهر والتماسيح.

## من أعماله

### أفلام
- المتسول
- رمضان فوق البركان
- عنتر شايل سيفه
- المهمة
- أشغال شاقة
- اللقاء الثاني
- ساعة الانتقام
- الصاغة
- أقوى الرجال
- الثعالب
- الخطوة الدامية
- بنات في ورطة
- زوجتي والذئب
- هارب من التجنيد
- بنت مشاغبة جدًا
- زوجة محرمة
- الأهطل
- بلاغ للرأي العام
- المشاغبات في خطر
- الدنيا جرى فيها إيه
- الفلوس والوحوش
- شباب في الجحيم
- الخرتيت
- العبقري والحب
- العملاق
- المواجهة
- الورثة
- بلاغ ضد امرأة
- الثمن غالي
- الأستاذ يعرف أكثر
- الحلال يكسب
- أنا
- أنا اللي قتلت الحنش
- الطيب أفندي
- الأشقياء
- بيت القاضي
- نعيمة فاكهة محرمة
- برج المدابغ
- سجن بلا قضبان
- السلخانة
- انهيار
- الأخرس
- أين تخبئون الشمس
- تحدي الأقوياء
- وتمضي الأيام
- لعنة الزمن
- بدون زواج أفضل

### مسلسلات
- العصيان
- أشرار وطيبين
- النهر والتماسيح
- صوت من الماضي
- زهور شتوية
- العصيان ج2
- بيت من قطعتين
- حلم آخر الليل
- قلعة الكبش
- أسير بلا قيود
- لعبة الأيام
- أحلام.. كو
- أنا إللي أستاهل
- ضحى
- أبرياء في المصيدة
- أهلا بالأحلام
- نار ودخان
- وشاءت الأقدار
- أبرياء في قفص الاتهام

## وفاته
توفي بعد معاناة مع المرض حيث أديت عليه صلاة الجنازة في مسجد مصطفى محمود بالقاهرة عن عمر ناهز التسعين عاما.

## روابط خارجية
- أحمد السبعاوي على موقع IMDb (الإنجليزية)
- أحمد السبعاوي على موقع الدهليز
- أحمد السبعاوي على موقع قاعدة بيانات الأفلام العربية
- أحمد السبعاوي على موقع قاعدة بيانات الفيلم (الإنجليزية)